# Kmečki turizem
Kmečki turizem je specifična oblika turizma, katerega glavni  namen je "vrnitev k naravi", torej na podeželje. Nekoč so si oddih na morju ali v gorah  lahko privoščili le najbogatejši prebivalci  mest, dandanes pa marsikateri mestni otrok še nikoli ni videl konjev, krav, prašičev ali drugih domačih živali, zato je preživljanje prostega časa na kmetiji v naravi postal zanimiv in poučen način preživljanja družinskega oddiha.

## Vas, podeželje in podeželski turizem
Tako izraz vas, kot podeželje, se pričneta uporabljati med leti 1350-1425 v osrednji Angliji ter Franciji. Vas definira majhna skupnost hiš na podeželju, večjo od zaselka in manjšo od mesta ter se nanaša na značilnosti podeželskega načina življenja. Beseda "podeželje" izhaja iz latinske besede ruralis in se nanaša na življenje v ne-urbanem območju. Ugotavljanje ali razlikovanje med podeželjem in kmetijstvom se med državami močno razlikuje. Izraz "podeželski turizem" pogosto nadomestijo z izrazi, kot so; naravni turizem , kmečki turizem , zeleni turizem.
Termin podeželski turizem se nanaša na posebno obliko trženja kmetijskih proizvodov, kjer se ponujajo pridelki kot tudi storitve in usluge prebivalcev krajev, s tem pa tudi trženje celotne pokrajine z vsemi kulturnimi in naravnimi posebnostmi ter tradicijo.

## Podeželsko območje
Podeželsko območje je opredeljeno kot območje, kjer je gostota prebivalstva pod vrednostjo 150 prebivalcev / km2. Podeželska območja so manj poseljena ozemlja, ki niso pod vplivom večjih velemest in mest. Življenjski slog na podeželju je drugačen kot v urbanih naseljih, predvsem zaradi tradicije, pa tudi razmeroma omejenih storitev, zlasti javnih. Obstajajo podeželska območja, kjer se prebivalci še zmeraj soočajo s problematiko dostopnosti ter urejenosti kanalizacijskih napeljav, ulične razsvetljave, ravnanja z javnimi odpadki in omejenim javnim prevozom.

## Prednosti podeželskega turizma
Podeželski turizem zagotavlja nadomestni vir dohodka v nekmetijskem sektorju za podeželske prebivalce. Dodatni dohodek iz podeželskega turizma lahko prispeva tako k oživljanju izgubljene ljudske umetnosti in obrti kot tudi razvoju okoliša.

## Pomembnost podeželskega turizma za skupnost
Stroške, ki nastanejo med procesom izboljšanja odtehtajo končni uspehi. Namen podeželskega turizma je zagotoviti, da se turizem razvija znotraj skupnosti, ter da le ta podpira tri področja: gospodarstvo, okolje in kulturo. Pomembno je da se gospodarski razvoj podeželskega turizma osredotoča na pomembnost upoštevanja trajnostnega razvoja turizma, hkrati pa je izrednega pomena varstvo okolja ter omejeno poseganje v naravno dediščino podeželja. Zagotavljanje avtentičnosti kulturne dediščine podeželja je ključno za promoviranje podeželskega turizma v svetu, saj vse več turistov strmi k avtentičnemu preživljanju oddiha.
Podeželski turizem za skupnost predstavlja sredstvo gospodarskega razvoja, kateri je lahko razlog za priliv dodatnega kapitala in možnost nudenja novih zaposlitev v skupnosti. Turizem na podeželju spodbuja razvoj in podjetništvo prebivalcev le tega, zato igra ključno vlogo pri razvoju same skupnosti, saj je kot element le te zelo pomemben za napredek in razvoj. 

## Pomen podeželskega turizma v razvitih državah in v državah v razvoju
Podeželski turizem je še posebej pomemben v državah v razvoju, kjer so kmetijska zemljišča zaradi rasti prebivalstva razdrobljena.
Napredek, ki ga podeželski turizem lahko zagotavlja revnim gospodinjstvom, ustvarja dodatne možnosti za razvoj.
Podeželski turizem obstaja v razvitih državah v obliki zagotavljanja nastanitve na slikoviti lokaciji, idealni za počitek in sprostitev.

## Najpomembnejše lastnosti podeželskega turizma
Najpomembnejše lastnosti podeželskega turizma so:
- mirno okolje,
- odsotnost hrupa,
- neokrnjenost narave,
- sproščena komunikacija z gostitelji,
- domača hrana,
- spoznavanje kmečkih opravil,
- primerna in pritegljiva lokacija.